# میدان گازی پارس شمالی
میدان گازی پارس شمالی در ۱۲۰ کیلومتری جنوب شرقی بوشهر در آبهای خلیج فارس نزدیک سواحل  بخش کاکی در شهرستان دشتی و بخش بردخون در شهرستان دیر می  باشد.

## مشخصات
این میدان به عمق ۰ تا ۳۳ متری به فاصله ۱۰ -۱۵ کیلومتری از ساحل قرار گرفته‌است. این میدان که در عمق ۴۰۰۰ متری زیر سطح دریا واقع شده‌است دارای مساحتی معادل ۲۱ ۱۹x کیلومتر مربع می‌باشد و به‌شکل گنبدی با شیب ملایم کمتر از ۲۰ درجه‌است.
این میدان دارای گاز ترش H۲S ۰٫۶۴٪ , Co۲ ۴٫۹۵٪ با مایعات گازی همراه به مقدار ۴ بشکه در میلیون فوت مکعب گاز از سنگ مخزن کربناته موسوم به خوف باستون گاز به ضخامت ۱۷۰۰ متر می‌باشد.
ذخیره میدان ۵۹ تریلیون فوت مکعب است که ۷۲ درصد آن در مخزن بالائی به نام کنگان و دالان فوقانی و ۲۸ درصد بقیه ذخیره مخزن زیرین به نام دالان تحتانی است. 
این دو مخزن بوسیله لایه ایندرید «نار» از هم مجزا گردیده‌اند. فشار و درجه حرارت میدان بسیار بالا و ۸۰۵۰ پام و ۲۵۴ درجه فارنهایت در عمق ۳۳۵۵ متری زیر سطح دریا می‌باشد.

## تاریخچه و استراتژیک
((این میدان در سال ۱۹۶۵ کشف شده‌است و تاکنون ۱۷ حلقه چاه در آن حفاری و ۲۶ سکوی دریایی (سکوی چاه و منی فولد و بهره‌برداری) در این میدان نصب شده‌است. ))
مطالعه و طرح اولیه میدان شامل تولید ۳۶۰۰ میلیون فوت مکعب گاز در روز در ۲ فاز شامل ۱۲۰۰ میلیون فوت مکعب در روز گاز ترش نم زدائی شده به منظور تزریق در میدانهای نفتی جنوب کشور و فاز دوم شامل تولید ۲۴۰۰ میلیون فوت مکعب گاز ترش با انجام فراورش مورد نیاز (نم زدایی –شیرین‌سازی و گوگرد زدایی) سپس صدور یا اضافه شدن به تولید داخلی کشور بوده‌است.
با توجه به اهمیت توسعه و تولید از میدان مشترک پارس جنوبی – توسعه و تولید از این میدان تاکنون معوق مانده‌است. 
مطالعه و طرح توسعه جاری میدان شامل تولید ۳۶۰۰ میلیون فوت مکعب در روز گاز ترش نم زدایی شده در چهار فاز ۹۰۰ میلیون مکعبی جهت تغذیه یه کارخانجات تولید LNG بمقدار ۲۰ میلیون تن در سال می‌باشد.